# Carmen Lozano Muñoz
María del Carmen Lozano Muñoz (Madrid, 25 de marzo de 1930 - Madrid, 7 de noviembre de 2009), conocida como Carmen Lozano, fue una actriz española.

## Biografía
Hija de la actriz Mercedes Muñoz Sampedro, y sobrina de las actrices Guadalupe Muñoz Sampedro y Matilde Muñoz Sampedro, debutó en el cine en 1950 con la película Un soltero difícil, del director Manuel Tamayo. 

## Filmografía
- Un soltero difícil (1950), de Manuel Tamayo.
- Hombre acosado (1952), de Pedro Lazaga.
- Último día (1952), de Antonio Román.
- Puebla de las Mujeres (1953), de Antonio del Amo.
- Cuerda de presos (1956), de Pedro Lazaga.
- La tarde del domingo (1957), de Carlos Saura.
- Tenemos 18 años (1959), de Jesús Franco.
- Los chicos (1959), de Marco Ferreri.
- ¿Dónde vas, triste de ti? (1960), de Alfonso Balcázar y Guillermo Cases.
- Maribel y la extraña familia (1960), de José María Forqué.
- Cuidado con las personas formales (1961), de Agustín Navarro.
- El hijo del capitán Blood (1962), de Tulio Demicheli.
- Accidente 703 (1962), de José María Forqué.
- Rocío de La Mancha (1963), de Luis Lucía.
- Julieta engaña a Romeo (1965), de José María Zabalza.
- Algunas lecciones de amor (1966), de José María Zabalza.
- Un millón en la basura (1967), de José María Forqué.
- La cabeza del bautista (1967), de Manuel Revuelta.
- Camerino sin biombo (1967), de José María Zabalza.
- No disponible (1968), de Pedro Mario Herrero.
- Un día es un día (1968), de Francisco Prósper.
- Abuelo Made in Spain (1969) de Pedro Lazaga
- El poder del deseo (1975), de Juan Antonio Bardem.
- Haz la loca... no la guerra (1976), de José Truchado.
- El libro de buen amor II (1976), de Jaime Bayarri.
- Madrid, Costa Fleming (1976), de José María Forqué.
- El señor está servido (1976), de Sinesio Isla.
- Cuando los maridos se iban a la guerra (1976), de Ramón Fernández.
- Retrato de familia (1976), de Antonio Giménez Rico.
- El puente (1977), de Juan Antonio Bardem.
- Estoy hecho un chaval (1977), de Pedro Lazaga.
- Camada negra (1977), de Manuel Gutiérrez Aragón.
- Rebeldía (1978), de Andrés Velasco.
- Cartas de amor de una monja (1978), de Jorge Grau.
- Cinco tenedores (1979), de Fernando Fernán Gómez.
- La familia bien, gracias (1979), de Pedro Masó.
- Chocolate (1980), de Gil Carretero.
- Hijos de papá (1980), de Rafael Gil.
- Es peligroso casarse a los 60 (1981), de Mariano Ozores y Alejandro Ozores.
- La tía de Carlos (1982), de Luis María Delgado.
- ¡¡¡A tope!!! (1984), de Ramón Fernández.
- El tesoro (1990), de Antonio Mercero.
- Yo soy ésa (1990), de Luis Sanz.
- Don Juan en los infiernos (1991), de Gonzalo Suárez.

## Televisión
- Escuela de maridos (1963-1965).
- Teatro de familia (1959-1965), de Gustavo Pérez Puig.
- Primera fila (1962-1965).
- Confidencias (1963-1965).
- Novela (1962-1979).
- Historias naturales (1967-1968).
- Estudio 1 (1965-1985).
- Los camioneros (1973).
- Original (1974).
- La señora García se confiesa (1976-1977).
- Curro Jiménez (1976).
- Mujeres insólitas (1977).
- El español y los siete pecados capitales (1980).
- Teresa de Jesús (1984).
- La huella del crimen: Jarabo (1985), de Juan Antonio Bardem.
- Página de sucesos (1985-1986).
- Miguel Servet, la sangre y la ceniza (1988).
- Brigada central (1989-1990), de Pedro Masó.
- La forja de un rebelde (1990).
- La huella del crimen 2: El crimen de Don Benito (1991), de Antonio Drove.
- Farmacia de guardia (1991-1995), de Antonio Mercero y Vicente Escrivá.